# Czerwonak (gemeente)
De gemeente Czerwonak is een landgemeente in het Poolse woiwodschap Groot-Polen, in powiat Poznański.
De zetel van de gemeente is in Czerwonak.
Op 30 april 2007, telde de gemeente 23 092 inwoners.

## Oppervlakte gegevens
In 2002 bedroeg de totale oppervlakte van gemeente Czerwonak 82,24 km², waarvan:
- agrarisch gebied: 44%
- bossen: 40%

De gemeente beslaat 4,33% van de totale oppervlakte van de powiat.

## Demografie
Stand op 30 września 2005:
| Omschrijving                   | Totaal | Totaal | Vrouwen | Vrouwen | Mannen | Mannen |
| ------------------------------ | ------ | ------ | ------- | ------- | ------ | ------ |
| eenheid                        | aantal | %      | aantal  | %       | aantal | %      |
| inwoners                       | 22 512 | 100    | 11 728  | 51      | 11 271 | 49     |
| bevolkingsdichtheid (inw./km²) | 279,7  | 279,7  | 142,6   | 142,6   | 137,1  | 137,1  |

In 2002 bedroeg het gemiddelde inkomen per inwoner 1421,75 zł.

## Administratieve plaatsen (sołectwo)
Annowo, Bolechowo, Bolechówko, Czerwonak, Dębogóra, Koziegłowy, Mielno, Miękowo,
Owińska, Potasze, Promnice, Szlachęcin, Trzaskowo.

## Overige plaatsen
Kicin, Kliny, Ludwikowo.

## Aangrenzende gemeenten
Murowana Goślina, Pobiedziska, Poznań, Suchy Las, Swarzędz
- Virtual International Authority File: 145203304